# Dieter Pürschel
Dieter Pürschel (* 7. Februar 1941 in Weißwasser/Oberlausitz; † 25. Februar 2023 in Erlangen) war ein deutscher Eishockeytorwart. Er stand 37-mal im Tor der Nationalmannschaft der DDR und war Olympiateilnehmer 1968 in Grenoble.

## Sportliche Aktivität
Pürschel spielte bei der SG Dynamo Weißwasser und von 1963 bis 1970 beim SC Dynamo Berlin.
Bei der einzigen Olympiateilnahme einer DDR-Mannschaft im Jahr 1968 wurde Dieter Pürschel als Torwart aufgestellt. Die Teilnehmer aus den Leistungszentren Berlin, Weißwasser, Crimmitschau und Rostock  erreichten die Finalrunde. Im Verlauf der Spiele verloren sie teilweise hoch und belegten ohne einen Punkt den letzten Platz. Das innerdeutsche Duell endete mit 2:4. In der Gesamtwertung des olympischen Turniers bedeutete dies den 8. Platz. Pürschel hatte nach sechs Spielen 141 Schüsse abgewehrt und 31 Gegentore kassiert; seine Fangquote lag bei 81,9 %.
Dieter Pürschel ist „Meister des Sports“, er musste seine Laufbahn als Spieler im Alter von 29 Jahren wegen einer sportpolitischen Neuorientierung des DDR-Leistungssports (Förderung von Eiskunst- und -schnelllauf zulasten der Eishockeyförderung) beenden und wechselte danach als Trainer zum Eisschnelllauf.